# N'avons-nous pas toujours été bienveillants ?
Pour plus de détails, voir Fiche technique et Distribution.
N'avons-nous pas toujours été bienveillants ? est un documentaire français réalisé par Vincent Barré et Pierre Creton, sorti en 2010.

## Fiche technique
- Titre : N'avons-nous pas toujours été bienveillants ?
- Réalisation : Vincent Barré et Pierre Creton
- Scénario : Vincent Barré et Pierre Creton
- Photographie : Pierre Creton
- Son : Pierre Creton
- Montage : Vincent Barré et Pierre Creton
- Société de production : Fondation FACIM - Musée André-Malraux
- Pays d’origine :  France
- Durée : 110 minutes
- Date de sortie : France, 8 juillet 2010

## Sélections
- 2010 : FIDMarseille (compétition française)[1]